# Vajiralongkorn

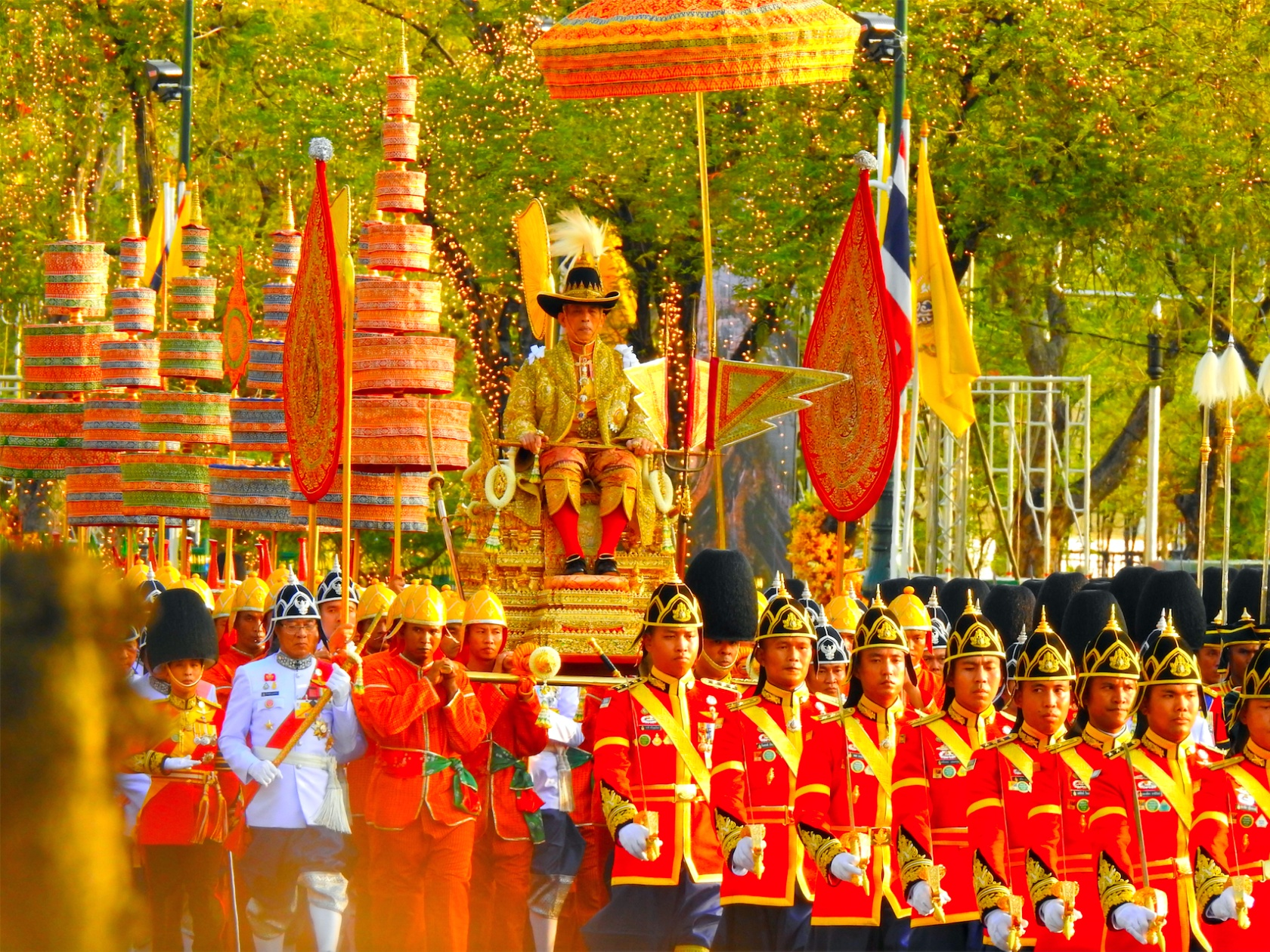
Lễ đăng quang của vua Rama X

Maha Vajiralongkorn hay Rama X (tiếng Thái: มหาวชิราลงกรณ, sinh ngày 28 tháng 7 năm 1952) là đương kim Quốc vương Thái Lan, chính thức nhậm lễ đăng quang ngày 4 tháng 5 năm 2019. Là vị vua thứ 10 của vương triều Chakri, ông kế vị Vua cha Rama IX.
Ông là con trai duy nhất của cố Quốc vương Bhumibol Adulyadej và Thái hậu Sirikit. Năm 1972, ông được phong Thái tử ở tuổi 20. Sau khi Vua cha qua đời năm 2016, chính quyền quân sự khẳng định địa vị của ông là người kế vị làm vua Thái Lan.
Là vị Vua thứ mười của triều đại Chakri, ông lấy niên hiệu là Rama X. Lên ngôi ở tuổi 64, Vajiralongkorn trở thành vị quân chủ lớn tuổi nhất của Thái Lan tại thời điểm đăng quang.

## Thuở thiếu thời
Vajiralongkorn sinh ngày 28 tháng 7 năm 1952 lúc 5:45 chiều trong Ambara Villa của cung điện Dusit ở Băng Cốc. Tên đầu tiên của ông lúc sinh là "Vajiralongkorn Borommachakkrayadisonsantatiwong Thewetthamrongsuboriban Aphikhunuprakanmahittaladunladet Phumiphonnaretwarangkun Kittisirisombunsawangkhawat Borommakhattiyaratchakuman" (tiếng Thái: วชิราลงกรณ บรมจักรยาดิศรสันตติวงศ เทเวศรธำรงสุบริบาล อภิคุณูประการมหิตลาดุลเดช ภูมิพลนเรศวรางกูร กิตติสิริสมบูรณ์สวางควัฒน์ บรมขัตติยราชกุมาร). Ông là con trai duy nhất của Quốc vương Bhumibol Adulyadej và Vương hậu Sirikit.

## Trưởng thành
Thời thanh niên, mặc dù có một chứng chỉ về nghệ thuật của Đại học Sukhothai Thammatirat tại Bangkok nhưng theo truyền thống binh nghiệp của các Vương tử Thái Lan, năm 1972, ông đã theo học và tốt nghiệp Đại học Quân sự Vương thất Duntroon (Canberra, Úc). Khi về nước làm sĩ quan trong Quân đội Vương thất Thái, ông được đào tạo cọ xát với các lực lượng vũ trang Úc, Anh và Hoa Kỳ. Về chuyên môn, ông là một phi công quân sự đủ điều kiện và phi công máy bay trực thăng.
Từ năm 1975, ông đã phục vụ với tư cách là một sĩ quan tình báo trong Quân đội Vương thất Thái Lan, từng tham gia tích cực trong các hoạt động quân sự chống lại Đảng Cộng sản Thái Lan ở miền Bắc và Đông Bắc Thái Lan. Rất có khả năng ông từng tham gia vào các hoạt động quân sự dọc theo biên giới với Campuchia chống Việt Nam trong những năm cuối thập niên 1970.
Năm 1978, ông trở thành chỉ huy trưởng lực lượng Ngự lâm quân. Binh nghiệp của ông gián đoạn một thời gian ngắn cũng trong năm này theo truyền thống xuất gia của tất cả nam giới Thái Lan theo Phật giáo.
Ông tiếp tục sự nghiệp quân sự khi tu nghiệp tại Hoa Kỳ, Anh về đào tạo lực lượng đặc biệt, chiến tranh phi quy ước và kỹ thuật đào tạo tiên tiến. Ông trở thành một phi công quân sự và là Vương tử Thái Lan duy nhất hiện nay tham gia tích cực trong hoạt động quân sự bên trong đất nước mình.
Vajiralongkorn không có sự nhiệt tình như em gái mình, Công chúa Sirindhorn cho các dự án phát triển của cha mình và có tin đồn dai dẳng là ông hay lăng nhăng, cờ bạc và dính líu tới các doanh nghiệp bất hợp pháp.
Năm 1981 mẹ ông, Vương hậu Sirikit, ám chỉ đến những vấn đề này, mô tả con trai bà là "có một chút gì của một Don Juan" và cho rằng, ông thích hưởng những ngày cuối tuần của mình bên những phụ nữ xinh đẹp hơn là thực hiện nhiệm vụ của mình.

## Đời tư

### Kết hôn đa thê
Năm 1977 ông kết hôn với người em gái họ là Soamsawali và họ có đứa con đầu lòng, công chúa Bajarakitiyabha vào tháng 12 năm 1978. Tuy nhiên, sau đó ông có dính líu với một nữ diễn viên trẻ, Yuvadhida, người đã sinh cho ông 5 người con ngoài giá thú từ năm 1979 đến năm 1987. Ông kết hôn với bà vào năm 1994, nhưng vào năm 1996 ông đã công khai lên án bà và từ bỏ 4 người con trai của ông, lúc đó đang đi học tại Vương quốc Anh.
Ông kết hôn với người vợ thứ ba, Srirasmi Suwadee, vào năm 2001 và có với bà một đứa con trai, Vương tử Dipangkorn, sinh năm 2005. Nhưng vào năm 2014, Srirasmi bị tước danh hiệu vương thất và chín người thân của bà, bao gồm cả cha mẹ, đã bị bắt giữ vì tội khi quân vì lạm dụng các liên hệ của họ với Thái tử. Một sĩ quan cảnh sát liên quan đến gia đình này đã chết ở trong tù sau khi rơi từ một cửa sổ.
Sau đó, Vajiralongkorn được thấy cặp kè với một cựu tiếp viên hàng không Thai Airways, Suthida Tidjai. Bà Suthida được phong làm chỉ huy của Đội cận vệ vương thất với quân hàm Đại tướng. Ngày 1 tháng 5 năm 2019, Vajiralongkorn tuyên bố kết hôn với Đại tướng Suthida và lập bà làm Vương hậu.
Ngày 28 tháng 7 năm 2019, đúng vào dịp sinh nhật thứ 67 của mình, Vua Rama X phong bà Sineenat Bilaskalayani, khi đó 34 tuổi, làm Chao Khun Phra; Vương phi, tước vị dành cho phi tần đứng đầu hậu cung Thái Lan. Bà Sineenat, còn có biệt danh là Koi, từng là một y tá ở bệnh viện quân đội sau đó nhanh chóng trở thành Thiếu tướng và được nhận nhiều Huân chương. Trên thực tế, cả Vương hậu Suthida và Vương phi Sineenat đều là những người tình lâu năm gắn bó với Quốc vương Thái Lan. Kể từ khi nền quân chủ chuyên chế Thái Lan kết thúc vào năm 1932, đây là lần đầu tiên một nhà vua Thái Lan lập phi (tức là có đồng thời từ 2 người vợ trở lên), hai Quốc vương gần đây của Thái Lan đều theo chế độ một vợ một chồng, trong đó có Vua Rama VIII không kết hôn. Tước vị Chao Khun Phra cũng đã không còn tồn tại kể từ năm 1921.
Ngoài Vương hậu và Vương phi, Vua Rama X còn có rất nhiều nhân tình khác. Từ khi lên ngôi, ông thường không ở trong nước mà dành thời gian sống tại khách sạn Sonnebichl ở Bavaria, Đức cùng 22 tình nhân khác.

### Phong tướng cho thú cưng
Ông cũng từng phong cho chú chó Fufu của mình cấp bậc Đại tướng không lực Thái Lan. Đại sứ Hoa Kỳ Ralph L. Boyce đã từng tham dự một buổi dạ tiệc để vinh danh Thái tử mà con chó xuất hiện "mặc trang phục buổi tối trang trọng hoàn chỉnh với các tất bao chân". Fufu qua đời vào đầu năm 2015, đám tang của chú chó này được tổ chức trong 4 ngày theo nghi thức tang lễ Phật giáo và được hỏa táng, tro của Fufu được cho là đã đưa vào thờ tại chùa Wat Pho của Vương thất Thái Lan.

### Tin đồn nhiễm HIV
Năm 2011, có tin đồn là ông bị HIV do ăn chơi xa đọa.

### Sắc phong "Đệ nhị Vương hậu"
Năm 2021, mạng xã hội Thái Lan xôn xao trước thông tin Quốc vương ra quyết định sắc phong "Đệ nhị Vương hậu". Andrew MacGregor Marshall, cựu giám đốc văn phòng thường trú Reuters tại Bangkok, Thái Lan, hôm 26/1 cho biết giới quý tộc Thái Lan khoảng hai tuần trước đã xôn xao thông tin Quốc vương Maha Vajiralongkorn chuẩn bị sắc phong Hoàng quý phi Sineenat Wongvajirapakdi làm Đệ nhị hoàng hậu như một món quà sinh nhật 36 tuổi. Động thái thăng chức cho bà Sineenat gây ngạc nhiên, bởi bà từng bị phế truất chỉ ba tháng sau khi được sắc phong làm hoàng quý phi hồi tháng 7/2019 vì "không trung thành" và "tham vọng" chiếm ngôi của Vương hậu Suthida
Có tin đồn rằng Công chúa Sirindhorn, em gái Quốc vương (cũng là người xếp thứ 2 trong hàng thừa kế ngai vàng) đã kịch liệt phản đối quyết định này. Các nguồn tin Thái Lan cho hay Công chúa Maha Chakri Sirindhorn phản đối kế hoạch này và bà đã đến gặp anh trai để cố thuyết phục ông thay đổi ý định. Điều này được cho là đã khiến Vua Vajiralongkorn nổi giận. Theo nguồn tin của Marshall, sau khi tranh cãi nổ ra, Công chúa Sirindhorn đã bị một con chó của anh trai xô ngã.

## Lên ngôi
Trưa chiều ngày 13 tháng 10 năm 2016 theo giờ địa phương, Quốc Vương Rama IX băng hà. Trong một cuộc họp báo khẩn sau khi Vua Rama IX băng hà, Hội đồng lập pháp Thái Lan đã mời Vajiralongkorn kế vị ngai vàng của Thái Lan ngay lập tức. Thủ tướng Thái Lan Prayuth Chan-ocha cũng đã xác nhận rằng Vajiralongkorn sẽ trở thành vị vua mới. Tuy nhiên, Vajiralongkorn đã không chấp nhận lời mời của Hội đồng lập pháp, chỉ ra rằng ông cần "thời gian để chuẩn bị trước khi được tuyên bố là vua mới". Trong khoảng thời gian này, tướng Prem Tinsulanonda, chủ tịch Hội đồng Cơ mật, đóng vai trò nhiếp chính.
Đêm 1 tháng 12 năm 2016 theo giờ địa phương, Vajiralongkorn đã chấp nhận lời mời của Hội đồng lập pháp để trở thành vị vua mới của Thái Lan. Trước mắt, Vajiralongkorn sẽ đóng vai trò trưởng ban tổ chức ngày Quốc khánh Thái Lan 5/12.

### Khủng hoảng chính trị
Trong giai đoạn cai trị của Rama X, uy tín của Vương thất Thái Lan đã sụt giảm đáng kể do những tai tiếng xung quanh đời tư và lối sống không chuẩn mực của ông. Từ tháng 7 năm 2020, lần đầu tiên kể từ năm 1932, ở Thái Lan đã nổ ra nhiều cuộc biểu tình nhằm mục đích phê phán Vương thất và yêu cầu hạn chế quyền lực của nhà Vua. Người biểu tình tuyên bố "đất nước thuộc về nhân dân chứ không phải vua Rama X" và công khai thách thức Vương thất Thái Lan. Ở Thái Lan, xúc phạm các thành viên Vương thất, đặc biệt là Quốc vương, sẽ bị khép vào trọng tội. Nhưng những người biểu tình đã ngày càng liều lĩnh hơn, có người đã hô "Đả đảo phong kiến, nhân dân muôn năm”.
Ngày 14 tháng 10 năm 2020, hàng nghìn người biểu tình đã tập trung quanh tượng đài Dân chủ ở Băng Cốc khi nghe tin đoàn xe chở nhà Vua và gia đình sẽ đi qua đây. Bất chấp cảnh sát yêu cầu giải tán, hàng trăm người hò hét và giơ 3 ngón tay phản đối khi đoàn xe chở Vương hậu Suthida và Vương tử Dipangkorn Rasmijoti đi ngang qua. Phát ngôn viên chính phủ Anucha Burapachaisri cho hay Thủ tướng Prayuth Chan-ocha đã yêu cầu cảnh sát truy tố "những người biểu tình cản trở đoàn xe vương thất". Chính phủ Thái Lan sau đó đã ban lệnh cấm tụ tập từ 5 người trở lên để ngăn biểu tình. Sắc lệnh khẩn có hiệu lực vào 4 giờ sáng, cho phép chính quyền phong tỏa bất kỳ khu vực nào được chỉ định.
Ngay sau khi lệnh cấm được ban hành, hàng chục nghìn người, gồm cả học sinh trung học, đã tham gia vào cuộc biểu tình ở Bangkok bất chấp lệnh cấm tụ tập trên 4 người của chính phủ. Đám đông tập trung tại Ratchaprasong, một trong những giao lộ đông đúc nhất của thủ đô Băng Cốc, chiều 15/10 và hô lớn "Tôi không sợ hãi", "Trả tự do cho bạn bè của chúng tôi", "Thủ tướng Prayuth phải từ chức", và gọi cảnh sát là "nô lệ" của chế độ. Trước đó trong ngày, chỉ hàng trăm người xuất hiện tại giao lộ này. Tình hình biểu tình leo thang nghiêm trọng khiến chính phủ của Thủ tướng Prayuth phải quyết định gỡ bỏ lệnh cấm chỉ 1 tuần sau khi ban hành.

## Trừng phạt tội danh bôi nhọ nhà vua
Theo hình phạt khi quân lèse-majesté, hành vi phê bình vương tộc bị nghiêm cấm ở Thái Lan. Tuy nhiên, cuộc sống riêng tư của Vajiralongkorn tiếp tục là một chủ đề gây tranh cãi, mặc dù không công khai. Trong ấn bản ngày 10 tháng 1 năm 2002 của Tạp chí Kinh tế Viễn Đông (FEER), một bài báo xuất hiện cho thấy Vajiralongkorn có quan hệ kinh doanh với Thủ tướng Thaksin Shinawatra. Một lệnh cấm ngay lập tức đã được đặt ra với việc phân phối tạp chí, và chính phủ Thái Lan viện dẫn mối đe dọa cho an ninh quốc gia, đã đình chỉ việc cấp thị thực cho hai phóng viên Shawn Crispin và Rodney Tasker của FEER Thái Lan.
Năm 2002, The Economist đã viết rằng, "Vajiralongkorn được coi trọng ít hơn nhiều (so với vua cha). Tại Băng Cốc tin đồn về cuộc sống cá nhân của ông khủng khiếp (một trong những chị em của mình, công chúa Maha Chakri Sirindhorn, hiện thứ ba trong dòng ngôi, rất được sự tôn trọng của công chúng, nhưng Thái Lan chưa bao giờ được cai trị bởi một người phụ nữ). Bên cạnh đó, ông không xứng đáng kế thừa ngai vàng để có thể hy vọng bằng với tầm vóc Quốc vương Bhumibol đã đạt được sau 64 năm trên ngai vàng." Ấn phẩm của The Economist đã bị cấm ở Thái Lan. Trong năm 2010, một ấn phẩm khác của The Economist (mà không phải phân phối tại Thái Lan) khẳng định rằng Vajiralongkorn là "bị ghét và sợ rộng rãi" và "không thể đoán trước", trong khi tạp chí trực tuyến Asia Sentinel bị cáo buộc rằng ông là "coi như là thất thường và hầu như không có khả năng cầm quyền" và đã bị chặn ngay sau đó. Trong một điện tín ngoại giao bị rò rỉ của WikiLeaks, Bộ Ngoại giao cấp cao của Singapore chính thức khẳng định rằng Bilahari Kausikan Vajiralongkorn có thói quen đánh bạc mà một phần được tài trợ bởi cựu Thủ tướng Thaksin Shinawatra hiện nay đang sống lưu vong.
Vào ngày 12 tháng 11 năm 2009, một video gia đình đã được phát hành bởi Wikileaks cho thấy Vajiralongkorn và Vương phi Srirasmi kỷ niệm ngày sinh nhật của con chó xù Fu-Fu của họ trong trạng thái ngực trần. Một phần của đoạn video này đã được phát sóng trên kênh truyền hình ABC của chính phủ Úc ngày 13 tháng 4 năm 2010, như một phần của một phim tài liệu nửa giờ quan trọng của gia đình Hoàng gia Thái Lan.
Ngày 19 tháng 1 năm 2009, Harry Nicolaides, một công dân Úc, đã bị kết án ba năm tù vì tự xuất bản một cuốn sách hư cấu coi là đã phạm tội khi quân majesté (sau này Nicolaides đã được ân xá của nhà vua). Những đoạn văn vi phạm ám chỉ tin đồn rằng "nếu các hoàng tử đem lòng yêu một người vợ nhỏ của mình và cô ấy đã phản bội anh, cô và gia đình của cô sẽ biến mất với tên của họ, dòng dõi gia đình và tất cả các dấu tích của sự tồn tại của họ xóa mãi mãi." CNN toàn cầu từ chối phát mẫu tin này.
Theo phóng viên BBC Jonathan Head vào ngày 6.12.2016 cảnh sát đã tới văn phòng của đài ở thủ đô Bangkok điều tra về một bài viết bị cho là bôi nhọ nhà vua. Bài này đã xuất hiện trên trang mạng của đài bằng tiếng Thái vào ngày thứ năm tuần trước. Một nhà bất đồng chính kiến nổi tiếng, Jatupat Boonpattararaksa, đã bị bắt vào ngày thứ bảy cùng tuần, vì ông ta đã lan truyền bài này qua trang Facebook của mình. Ông bị cáo buộc tội bôi nhọ nhà vua. Sau đó ông đã được thả ra sau khi đóng tiền bảo chứng. Nếu bị kết tội, ông ta có thể bị 15 năm tù. Jonathan Head 2008 cũng bị điều tra về tội này, khiến ông phải rời Thái Lan, tuy nhiên, cuộc điều tra cũng không đi tới kết quả.

## Danh hiệu
- 28 tháng 7 năm 1952 – 28 tháng 12 năm 1972: Somdet Phra Chao Luk Ya Thoe Chaofa Vajiralongkorn (สมเด็จพระเจ้าลูกยาเธอ เจ้าฟ้าวชิราลงกรณ, "Hoàng tử Maha Vajiralongkorn")
- 28 tháng 12 năm 1972 – 1 tháng 12 năm 2016: Somdech Phra Boroma Orasathirach Chaofa Maha Vajiralongkorn Sayam Makutratchakuman (สมเด็จพระบรมโอรสาธิราช เจ้าฟ้ามหาวชิราลงกรณ สยามมกุฎราชกุมาร, "Hoàng tử Maha Vajiralongkorn, Hoàng thái tử Xiêm")
- 1 tháng 12 năm 2016 – 4 tháng 5 năm 2019: Somdet Phra Chao Yu Hua Maha Vajiralongkorn Bodindradebayavarangkun (สมเด็จพระเจ้าอยู่หัวมหาวชิราลงกรณ บดินทรเทพยวรางกูร, "vua Maha Vajiralongkorn")
- 4 tháng 5 năm 2019 – nay: Phrabat Somdet Phraporamenthra Ramathibodhi Sisin Maha Vajiralongkorn Mahison Bhumibol Rajavarangkun Kitisirisumbun Adulyadej Sayaminthrathibet Ratwarodom Borommanat Bophit Phra Vajira Klao Chao Yu Hua (พระบาทสมเด็จพระปรเมนทรรามาธิบดีศรีสินทรมหาวชิราลงกรณ มหิศรภูมิพลราชวรางกูร กิติสิริสมบูรณ์อดุลยเดช สยามินทราธิเบศรราชวโรดม บรมนาถบพิตร พระวชิรเกล้าเจ้าอยู่หัว, "quốc vương Maha Vajiralongkorn")

## Tổ tiên
| \| \| \| \| \| \| \| \| \| \| \| \| \| \| \| \| \| \| \| \| 16. Mongkut (Rama IV) \| \| \| \| \| \| \| \| \| \| \| \| \| \| \| \| \| \| \| \| \| \| \| \| \| \| \| \| \| \| \| \| \| \| \| \| \| \| \| \| \| \| \| \| \| \| \| \| \| \| \| \| \| \| 8. Chulalongkorn (Rama V) \| \| \| \| \| \| \| \| \| \| \| \| \| \| \| \| \| \| \| \| \| \| \| \| \| \| \| \| \| \| \| \| \| \| \| \| \| \| \| \| \| \| \| \| \| \| \| \| \| \| \| \| \| \| 17. Debsirindra \| \| \| \| \| \| \| \| \| \| \| \| \| \| \| \| \| \| \| \| \| \| \| \| \| \| \| \| \| \| \| \| \| \| \| \| \| \| \| \| \| \| \| \| \| \| \| \| \| \| \| \| \| \| 4. Mahidol Adulyadej, Hoàng tử Songkla \| \| \| \| \| \| \| \| \| \| \| \| \| \| \| \| \| \| \| \| \| \| \| \| \| \| \| \| \| \| \| \| \| \| \| \| \| \| \| \| \| \| \| \| \| \| \| \| \| \| \| \| \| \| 18. (=16) Mongkut \| \| \| \| \| \| \| \| \| \| \| \| \| \| \| \| \| \| \| \| \| \| \| \| \| \| \| \| \| \| \| \| \| \| \| \| \| \| \| \| \| \| \| \| \| \| \| \| \| \| \| \| \| \| 9. Savang Vadhana \| \| \| \| \| \| \| \| \| \| \| \| \| \| \| \| \| \| \| \| \| \| \| \| \| \| \| \| \| \| \| \| \| \| \| \| \| \| \| \| \| \| \| \| \| \| \| \| \| \| \| \| \| \| 19. Piam Sucharitakul \| \| \| \| \| \| \| \| \| \| \| \| \| \| \| \| \| \| \| \| \| \| \| \| \| \| \| \| \| \| \| \| \| \| \| \| \| \| \| \| \| \| \| \| \| \| \| \| \| \| \| \| \| \| 2. Bhumibol Adulyadej (Rama IX) \| \| \| \| \| \| \| \| \| \| \| \| \| \| \| \| \| \| \| \| \| \| \| \| \| \| \| \| \| \| \| \| \| \| \| \| \| \| \| \| \| \| \| \| \| \| \| \| \| \| \| \| \| \| 20. Chum Chukramol \| \| \| \| \| \| \| \| \| \| \| \| \| \| \| \| \| \| \| \| \| \| \| \| \| \| \| \| \| \| \| \| \| \| \| \| \| \| \| \| \| \| \| \| \| \| \| \| \| \| \| \| \| \| 10. Chu Chukramol \| \| \| \| \| \| \| \| \| \| \| \| \| \| \| \| \| \| \| \| \| \| \| \| \| \| \| \| \| \| \| \| \| \| \| \| \| \| \| \| \| \| \| \| \| \| \| \| \| \| \| \| \| \| 5. Sangwan Talapat \| \| \| \| \| \| \| \| \| \| \| \| \| \| \| \| \| \| \| \| \| \| \| \| \| \| \| \| \| \| \| \| \| \| \| \| \| \| \| \| \| \| \| \| \| \| \| \| \| \| \| \| \| \| 11. Kham Chukramol \| \| \| \| \| \| \| \| \| \| \| \| \| \| \| \| \| \| \| \| \| \| \| \| \| \| \| \| \| \| \| \| \| \| \| \| \| \| \| \| \| \| \| \| \| \| \| \| \| \| \| \| \| \| 23. Pha \| \| \| \| \| \| \| \| \| \| \| \| \| \| \| \| \| \| \| \| \| \| \| \| \| \| \| \| \| \| \| \| \| \| \| \| \| \| \| \| \| \| \| \| \| \| \| \| \| \| \| \| \| \| 1. Vajiralongkorn (Rama X) \| \| \| \| \| \| \| \| \| \| \| \| \| \| \| \| \| \| \| \| \| \| \| \| \| \| \| \| \| \| \| \| \| \| \| \| \| \| \| \| \| \| \| \| \| \| \| \| \| \| \| \| \| \| 24. (=8) Chulalongkorn (Rama V) \| \| \| \| \| \| \| \| \| \| \| \| \| \| \| \| \| \| \| \| \| \| \| \| \| \| \| \| \| \| \| \| \| \| \| \| \| \| \| \| \| \| \| \| \| \| \| \| \| \| \| \| \| \| 12. Kitiyakara Voralaksana, Hoàng tử Chanthaburi \| \| \| \| \| \| \| \| \| \| \| \| \| \| \| \| \| \| \| \| \| \| \| \| \| \| \| \| \| \| \| \| \| \| \| \| \| \| \| \| \| \| \| \| \| \| \| \| \| \| \| \| \| \| 25. Uam Bisalayaputra \| \| \| \| \| \| \| \| \| \| \| \| \| \| \| \| \| \| \| \| \| \| \| \| \| \| \| \| \| \| \| \| \| \| \| \| \| \| \| \| \| \| \| \| \| \| \| \| \| \| \| \| \| \| 6. Nakkhatra Mangala, Hoàng tử Chanthaburi II \| \| \| \| \| \| \| \| \| \| \| \| \| \| \| \| \| \| \| \| \| \| \| \| \| \| \| \| \| \| \| \| \| \| \| \| \| \| \| \| \| \| \| \| \| \| \| \| \| \| \| \| \| \| 26. Devan Uthayavongse, Hoàng tử Devavongse Varopakarn \| \| \| \| \| \| \| \| \| \| \| \| \| \| \| \| \| \| \| \| \| \| \| \| \| \| \| \| \| \| \| \| \| \| \| \| \| \| \| \| \| \| \| \| \| \| \| \| \| \| \| \| \| \| 13. Công chúa Apsarasaman Devakula (1877-1939) \| \| \| \| \| \| \| \| \| \| \| \| \| \| \| \| \| \| \| \| \| \| \| \| \| \| \| \| \| \| \| \| \| \| \| \| \| \| \| \| \| \| \| \| \| \| \| \| \| \| \| \| \| \| 27. Yai Sucharitakul \| \| \| \| \| \| \| \| \| \| \| \| \| \| \| \| \| \| \| \| \| \| \| \| \| \| \| \| \| \| \| \| \| \| \| \| \| \| \| \| \| \| \| \| \| \| \| \| \| \| \| \| \| \| 3. Sirikit Kitiyakara \| \| \| \| \| \| \| \| \| \| \| \| \| \| \| \| \| \| \| \| \| \| \| \| \| \| \| \| \| \| \| \| \| \| \| \| \| \| \| \| \| \| \| \| \| \| \| \| \| \| \| \| \| \| 28. Hoàng tử Sai Snidvongs \| \| \| \| \| \| \| \| \| \| \| \| \| \| \| \| \| \| \| \| \| \| \| \| \| \| \| \| \| \| \| \| \| \| \| \| \| \| \| \| \| \| \| \| \| \| \| \| \| \| \| \| \| \| 14. Sadan Snidvongs (1866–1940) \| \| \| \| \| \| \| \| \| \| \| \| \| \| \| \| \| \| \| \| \| \| \| \| \| \| \| \| \| \| \| \| \| \| \| \| \| \| \| \| \| \| \| \| \| \| \| \| \| \| \| \| \| \| 29. Khian Sasisamit \| \| \| \| \| \| \| \| \| \| \| \| \| \| \| \| \| \| \| \| \| \| \| \| \| \| \| \| \| \| \| \| \| \| \| \| \| \| \| \| \| \| \| \| \| \| \| \| \| \| \| \| \| \| 7. Bua Snidvongs (1909–1999) \| \| \| \| \| \| \| \| \| \| \| \| \| \| \| \| \| \| \| \| \| \| \| \| \| \| \| \| \| \| \| \| \| \| \| \| \| \| \| \| \| \| \| \| \| \| \| \| \| \| \| \| \| \| 30. Ruai Bunyathon \| \| \| \| \| \| \| \| \| \| \| \| \| \| \| \| \| \| \| \| \| \| \| \| \| \| \| \| \| \| \| \| \| \| \| \| \| \| \| \| \| \| \| \| \| \| \| \| \| \| \| \| \| \| 15. Bang Bunyathon (1886–1970) \| \| \| \| \| \| \| \| \| \| \| \| \| \| \| \| \| \| \| \| \| \| \| \| \| \| \| \| \| \| \| \| \| \| \| \| \| \| \| \| \| \| \| \| \| \| \| \| \| \| \| \| \| \| 31. Wae Na Bangxang \| \| \| \| \| \| \| \| \| \| \| \| \| \| \| \| \| \| \| \| \| \| \| \| \| \| \| \| \| \| \| \| \| \| \| \| \| \| \| \| \| \| \| \| \| \| \| \| \| \| \| \| |                                                        |  |  |  |  |  |  |  |  |  |  |  |  |  |  |  |
| |                                                        |  |  |  |  |  |  |  |  |  |  |  |  |  |  |  |
| | 16. Mongkut (Rama IV)                                  |  |  |  |  |  |  |  |  |  |  |  |  |  |  |  |
| |                                                        |  |  |  |  |  |  |  |  |  |  |  |  |  |  |  |
| |                                                        |  |  |  |  |  |  |  |  |  |  |  |  |  |  |  |
| | 8. Chulalongkorn (Rama V)                              |  |  |  |  |  |  |  |  |  |  |  |  |  |  |  |
| |                                                        |  |  |  |  |  |  |  |  |  |  |  |  |  |  |  |
| |                                                        |  |  |  |  |  |  |  |  |  |  |  |  |  |  |  |
| | 17. Debsirindra                                        |  |  |  |  |  |  |  |  |  |  |  |  |  |  |  |
| |                                                        |  |  |  |  |  |  |  |  |  |  |  |  |  |  |  |
| |                                                        |  |  |  |  |  |  |  |  |  |  |  |  |  |  |  |
| | 4. Mahidol Adulyadej, Hoàng tử Songkla                 |  |  |  |  |  |  |  |  |  |  |  |  |  |  |  |
| |                                                        |  |  |  |  |  |  |  |  |  |  |  |  |  |  |  |
| |                                                        |  |  |  |  |  |  |  |  |  |  |  |  |  |  |  |
| | 18. (=16) Mongkut                                      |  |  |  |  |  |  |  |  |  |  |  |  |  |  |  |
| |                                                        |  |  |  |  |  |  |  |  |  |  |  |  |  |  |  |
| |                                                        |  |  |  |  |  |  |  |  |  |  |  |  |  |  |  |
| | 9. Savang Vadhana                                      |  |  |  |  |  |  |  |  |  |  |  |  |  |  |  |
| |                                                        |  |  |  |  |  |  |  |  |  |  |  |  |  |  |  |
| |                                                        |  |  |  |  |  |  |  |  |  |  |  |  |  |  |  |
| | 19. Piam Sucharitakul                                  |  |  |  |  |  |  |  |  |  |  |  |  |  |  |  |
| |                                                        |  |  |  |  |  |  |  |  |  |  |  |  |  |  |  |
| |                                                        |  |  |  |  |  |  |  |  |  |  |  |  |  |  |  |
| | 2. Bhumibol Adulyadej (Rama IX)                        |  |  |  |  |  |  |  |  |  |  |  |  |  |  |  |
| |                                                        |  |  |  |  |  |  |  |  |  |  |  |  |  |  |  |
| |                                                        |  |  |  |  |  |  |  |  |  |  |  |  |  |  |  |
| | 20. Chum Chukramol                                     |  |  |  |  |  |  |  |  |  |  |  |  |  |  |  |
| |                                                        |  |  |  |  |  |  |  |  |  |  |  |  |  |  |  |
| |                                                        |  |  |  |  |  |  |  |  |  |  |  |  |  |  |  |
| | 10. Chu Chukramol                                      |  |  |  |  |  |  |  |  |  |  |  |  |  |  |  |
| |                                                        |  |  |  |  |  |  |  |  |  |  |  |  |  |  |  |
| |                                                        |  |  |  |  |  |  |  |  |  |  |  |  |  |  |  |
| | 5. Sangwan Talapat                                     |  |  |  |  |  |  |  |  |  |  |  |  |  |  |  |
| |                                                        |  |  |  |  |  |  |  |  |  |  |  |  |  |  |  |
| |                                                        |  |  |  |  |  |  |  |  |  |  |  |  |  |  |  |
| | 11. Kham Chukramol                                     |  |  |  |  |  |  |  |  |  |  |  |  |  |  |  |
| |                                                        |  |  |  |  |  |  |  |  |  |  |  |  |  |  |  |
| |                                                        |  |  |  |  |  |  |  |  |  |  |  |  |  |  |  |
| | 23. Pha                                                |  |  |  |  |  |  |  |  |  |  |  |  |  |  |  |
| |                                                        |  |  |  |  |  |  |  |  |  |  |  |  |  |  |  |
| |                                                        |  |  |  |  |  |  |  |  |  |  |  |  |  |  |  |
| | 1. Vajiralongkorn (Rama X)                             |  |  |  |  |  |  |  |  |  |  |  |  |  |  |  |
| |                                                        |  |  |  |  |  |  |  |  |  |  |  |  |  |  |  |
| |                                                        |  |  |  |  |  |  |  |  |  |  |  |  |  |  |  |
| | 24. (=8) Chulalongkorn (Rama V)                        |  |  |  |  |  |  |  |  |  |  |  |  |  |  |  |
| |                                                        |  |  |  |  |  |  |  |  |  |  |  |  |  |  |  |
| |                                                        |  |  |  |  |  |  |  |  |  |  |  |  |  |  |  |
| | 12. Kitiyakara Voralaksana, Hoàng tử Chanthaburi       |  |  |  |  |  |  |  |  |  |  |  |  |  |  |  |
| |                                                        |  |  |  |  |  |  |  |  |  |  |  |  |  |  |  |
| |                                                        |  |  |  |  |  |  |  |  |  |  |  |  |  |  |  |
| | 25. Uam Bisalayaputra                                  |  |  |  |  |  |  |  |  |  |  |  |  |  |  |  |
| |                                                        |  |  |  |  |  |  |  |  |  |  |  |  |  |  |  |
| |                                                        |  |  |  |  |  |  |  |  |  |  |  |  |  |  |  |
| | 6. Nakkhatra Mangala, Hoàng tử Chanthaburi II          |  |  |  |  |  |  |  |  |  |  |  |  |  |  |  |
| |                                                        |  |  |  |  |  |  |  |  |  |  |  |  |  |  |  |
| |                                                        |  |  |  |  |  |  |  |  |  |  |  |  |  |  |  |
| | 26. Devan Uthayavongse, Hoàng tử Devavongse Varopakarn |  |  |  |  |  |  |  |  |  |  |  |  |  |  |  |
| |                                                        |  |  |  |  |  |  |  |  |  |  |  |  |  |  |  |
| |                                                        |  |  |  |  |  |  |  |  |  |  |  |  |  |  |  |
| | 13. Công chúa Apsarasaman Devakula (1877-1939)         |  |  |  |  |  |  |  |  |  |  |  |  |  |  |  |
| |                                                        |  |  |  |  |  |  |  |  |  |  |  |  |  |  |  |
| |                                                        |  |  |  |  |  |  |  |  |  |  |  |  |  |  |  |
| | 27. Yai Sucharitakul                                   |  |  |  |  |  |  |  |  |  |  |  |  |  |  |  |
| |                                                        |  |  |  |  |  |  |  |  |  |  |  |  |  |  |  |
| |                                                        |  |  |  |  |  |  |  |  |  |  |  |  |  |  |  |
| | 3. Sirikit Kitiyakara                                  |  |  |  |  |  |  |  |  |  |  |  |  |  |  |  |
| |                                                        |  |  |  |  |  |  |  |  |  |  |  |  |  |  |  |
| |                                                        |  |  |  |  |  |  |  |  |  |  |  |  |  |  |  |
| | 28. Hoàng tử Sai Snidvongs                             |  |  |  |  |  |  |  |  |  |  |  |  |  |  |  |
| |                                                        |  |  |  |  |  |  |  |  |  |  |  |  |  |  |  |
| |                                                        |  |  |  |  |  |  |  |  |  |  |  |  |  |  |  |
| | 14. Sadan Snidvongs (1866–1940)                        |  |  |  |  |  |  |  |  |  |  |  |  |  |  |  |
| |                                                        |  |  |  |  |  |  |  |  |  |  |  |  |  |  |  |
| |                                                        |  |  |  |  |  |  |  |  |  |  |  |  |  |  |  |
| | 29. Khian Sasisamit                                    |  |  |  |  |  |  |  |  |  |  |  |  |  |  |  |
| |                                                        |  |  |  |  |  |  |  |  |  |  |  |  |  |  |  |
| |                                                        |  |  |  |  |  |  |  |  |  |  |  |  |  |  |  |
| | 7. Bua Snidvongs (1909–1999)                           |  |  |  |  |  |  |  |  |  |  |  |  |  |  |  |
| |                                                        |  |  |  |  |  |  |  |  |  |  |  |  |  |  |  |
| |                                                        |  |  |  |  |  |  |  |  |  |  |  |  |  |  |  |
| | 30. Ruai Bunyathon                                     |  |  |  |  |  |  |  |  |  |  |  |  |  |  |  |
| |                                                        |  |  |  |  |  |  |  |  |  |  |  |  |  |  |  |
| |                                                        |  |  |  |  |  |  |  |  |  |  |  |  |  |  |  |
| | 15. Bang Bunyathon (1886–1970)                         |  |  |  |  |  |  |  |  |  |  |  |  |  |  |  |
| |                                                        |  |  |  |  |  |  |  |  |  |  |  |  |  |  |  |
| |                                                        |  |  |  |  |  |  |  |  |  |  |  |  |  |  |  |
| | 31. Wae Na Bangxang                                    |  |  |  |  |  |  |  |  |  |  |  |  |  |  |  |
| |                                                        |  |  |  |  |  |  |  |  |  |  |  |  |  |  |  |
| |                                                        |  |  |  |  |  |  |  |  |  |  |  |  |  |  |  |